# Pietro Caruso (film)
Pietro Caruso – polski, niemy, czarno-biały, krótkometrażowy, biograficzny film z 1912 roku w reżyserii Kazimierza Kamińskiego, oparty na utworze Roberta Bracco. Istnienie tego filmu nie jest do końca udowodnione.

## Obsada
- Roman Żelazowski – Pietro Caruso